# 京王電気軌道500号電車

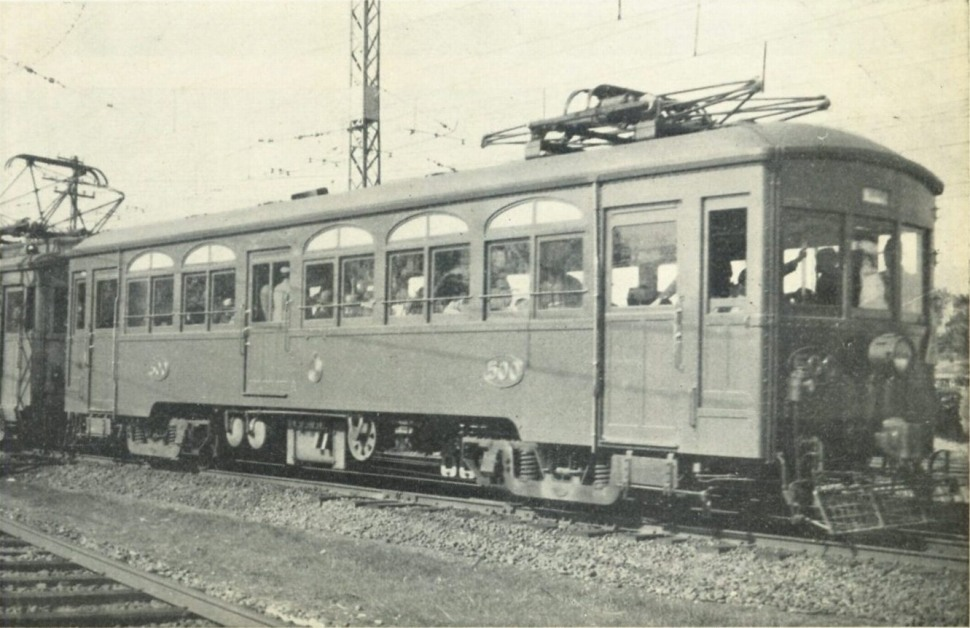
一般車格下げ後の500号。当初は中央扉の部分がトイレで、その部分にも飾り窓があった。(1939年、桜上水駅)

京王電気軌道500号電車（けいおうでんききどう500ごうでんしゃ）は、現在の京王電鉄京王線に相当する路線を運営していた京王電気軌道が、1931年（昭和6年）に製造した電車である。

## 概要
1931年（昭和6年）3月に御陵線を開業させた際、雨宮製作所で貴賓車500号として製造された。当時京王電軌の最新車両は150形であり、一気に飛んだ番号が与えられている。他社でも貴賓車に500という番号を与えた例はあるが、京王がそれに倣ったのかどうかは不明である。
雨宮製作所はこの年倒産したため、京王電軌最後の雨宮製車両である。

### 車体
前年までに同社で製造された110形・150形同様の半鋼製車体の14m車であるが、屋根は初めてシングルルーフを採用した。側面の窓配置は新宿側からdD222122Dd（D：客用扉、d：乗務員室扉、数字：窓数）で、すべての窓上にアーチ状の飾り窓があった。側面中央の"1"の部分にはトイレが装備されている。乗務員扉の設置は京王電気軌道では当車が初かつ唯一である。貴賓車として他の車両とは違い、濃い緑色の車体色と真鍮鋳物の縁付の車号を装備していた。
また当時の京王電軌は、新宿駅付近などに道路上に軌道を敷設した併用軌道区間があったため、本形式もその例にもれず、軌道法の規定に則り、車体前面には歩行者巻き込み事故防止用の救助網、客用ドアはステップが1段、更に路面区間用低床ホーム対応の可動ステップ1段を装備していた。

### 主電動機
京王線中型車共通で、イングリッシュ・エレクトリック (E.E.) 社が設計したDK-31を東洋電機製造でライセンス生産した、TDK-31Nを各台車1基ずつ、吊り掛け式で搭載する。歯数比は64:20=3.20である。

### 制御器
HL電空単位スイッチ式手動加速制御器を搭載する。150形の一部と同じく三菱電機製で制御段数は直列5段、並列4段で弱め界磁は搭載されていない。
なお、制御電源は架線からの600V電源をドロップ抵抗で降圧して使用する。このため本形式は電動発電機等の補助電源装置を搭載せず、前照灯や室内灯もドロップ抵抗の併用や回路を直列接続とするなどの処置により600V電源で動作するようになっている。

### ブレーキ
他車と共通の非常弁付き直通ブレーキ (SME) を搭載する。

### 台車
150形でも採用されていた、釣り合い梁式台車である雨宮製A-2を使用している。

### 集電装置
1形が装着したウェスティングハウス・エレクトリック (WH) 社製パンタグラフのコピー品である、三菱電機製S-514菱形パンタグラフを1基、新宿側に搭載する。

## 沿革
せっかく用意された貴賓車であったが、実際には中央本線に東浅川駅が開業したことにより皇族の利用はほぼなかった。記録では照宮成子内親王が女子学習院在学中に聖蹟記念館を訪れる際に利用されたなど、１，2回程度であったとされる。そのため1938年（昭和13年）にはトイレ部分へ扉を増設して3扉化し、室内もロングシート化改造されて一般車に格下げされた。この改造で京王初の3扉車になった。もともと窓配置は前後非対称だったため中央扉は車体中央になく、新宿側よりdD222D22Ddとなっている。
1944年の京王電軌の東京急行電鉄（大東急）への合併により、京王は車番を2000番台とすることになり、元車番に2000を加え、デハ2500形2500となった。

### 戦災復旧
1945年5月25日の東京大空襲でデハ2500は焼失した。その後焼損したまま高幡不動検車区で休車になっていたが、京王分離（1948年6月）後の1949年（昭和24年）に、他の被災車6両とあわせて車体を桜上水工場で解体して台枠を日本車輌製造東京支店に送り、同社でその台枠を用いて車体を新造して復旧した。新造された車体は他の6両とほぼ共通の設計で、窓配置はdD4D4D1となり、貴賓車時代の姿は全く失われている。7両の復旧車の中で唯一新宿向き片運転台車であった。
当時京王線では3両編成対応工事（三編工）として、在来車はブレーキシステムをSME直通ブレーキからAMM自動空気ブレーキへ変更、ドアの自動化などの工事が行われていたが、デハ2500は復旧時にブレーキ装置は元空気だめ管式自動空気ブレーキ（AMM-R）に変更し、ドアエンジンも装備していた他、パンタグラフもPS13に変更していた。

### スモールマルティー(t)への改造
京王線1500V昇圧への準備が進められる中、本形式も含め中型車は昇圧工事の対象外となった。そして新造される2010系の付随車「スモールマルティー」 （○の中に小文字t。以後(t) と略す）に改造するという施策が始められた。
この改造は戦災で車体を新造していた車両から始められ、デハ2500も1960年（昭和35年）3月に電装解除・運転台撤去などの改造を受けて2010系の付随車(t)サハ2503となり、同じく戦災復旧車のデハ2305を改造したサハ2553と共に、新造されたデハ2013・デハ2063と4両編成を組んだ。
- デハ2500　→　サハ2503[12]

### 終焉
(t)に改造された車両は、昇圧後2700系改造の付随車「ラージマルティー」(T) に代替され廃車されていったが、サハ2503は車体を戦後新造して復旧した車体の新しい車両であったことから、代替は最後の1968年（昭和43年）12月となった。廃車後は解体処分されている。

### 書籍
- 宮下洋一 編『鉄道車輌ガイド Vol.30 京王帝都のグリーン車』株式会社ネコ・パブリッシング、2019年5月1日。ISBN 978-4-7770-2350-9。

### 雑誌記事
- 合葉博治「車両形態の変遷　-京王線70年・井の頭線50年の流れをたどる-」『鉄道ピクトリアル』第422号、電気車研究会、1983年9月、77-81頁。
- 向山真司「京王線中型車の素顔」『鉄道ピクトリアル』第422号、電気車研究会、1983年9月、86-92頁。
- 清水正之「武蔵中央電気鉄道と御陵線」『鉄道ピクトリアル』第422号、鉄道図書刊行会、1983年9月、109-112頁。
- 『鉄道ピクトリアル アーカイブスセレクション9 京王電鉄 1950-60』、鉄道図書刊行会、2005年8月。
  - 1950-60 京王帝都　沿線点描、13-27頁
  - 飯島正資「私鉄車両めぐり　京王帝都電鉄」（『鉄道ピクトリアル』第45号、第46号より再録）、44－55頁
  - 京王帝都レールファンクラブ「私鉄車両めぐり(65)　京王帝都電鉄」（『鉄道ピクトリアル』第171号、第172号、第174号、第176号、第177号より再録）、60-105頁
  - 京王帝都レールファンクラブ「私鉄車両めぐり(72)　京王帝都電鉄　補遺」（『鉄道ピクトリアル』第197号より再録）、106-118頁